# Gałwuny (gromada)
Gałwuny – dawna gromada, czyli najmniejsza jednostka podziału terytorialnego Polskiej Rzeczypospolitej Ludowej w latach 1954–1972.
Gromady, z gromadzkimi radami narodowymi (GRN) jako organami władzy najniższego stopnia na wsi, funkcjonowały od reformy reorganizującej administrację wiejską przeprowadzonej jesienią 1954 do momentu ich zniesienia z dniem 1 stycznia 1973, tym samym wypierając organizację gminną w latach 1954–1972.
Gromadę Gałwuny z siedzibą GRN w Gałwunach utworzono – jako jedną z 8759 gromad na obszarze Polski – w powiecie kętrzyńskim w woj. olsztyńskim na mocy uchwały nr 15 WRN w Olsztynie z dnia 4 października 1954. W skład jednostki wszedł obszar dotychczasowej gromady Gromki wraz z miejscowością Marszewo z dotychczasowej gromady Biedaszki oraz miejscowościami Jeżewo, Gałwuny i Nowe Gałwuny z dotychczasowej gromady Jeżewo ze zniesionej gminy Biedaszki, a także miejscowości Kętrzyńska Kępa, Działki, Bałtrucie, Gnatowo i Wichrowo z miasta Kętrzyna, w tymże powiecie. Dla gromady ustalono 9 członków gromadzkiej rady narodowej.
Gromadę zniesiono 1 stycznia 1958, a jej obszar włączono do gromady Biedaszki w tymże powiecie.